# 重新開始 (泰勒絲歌曲)
《重新開始》（英語：Begin Again）是美國創作歌手泰勒絲的一首歌曲，收錄于她的第4張錄音室專輯《紅色》中。歌曲由泰勒絲創作，泰勒絲與内森·查普曼和丹·哈夫共同製作，原本於2012年9月25日作為專輯的促銷單曲發行，但在2012年10月1日，歌曲正式作為專輯的第2支單曲發行。《重新開始》是一首鄉村風格的歌曲，歌詞表達了泰勒絲在一場失敗的戀情之後重新開始一段戀情。
歌曲收穫了樂評的好評，樂評稱讚了泰勒絲的創作才能與專輯風格回到泰勒絲的鄉村根基上。歌曲的音樂錄影帶由菲利普·安德爾曼導演，在法國巴黎拍攝。《重新開始》獲得了商業上的成功，是《紅色》第2支登上美國告示牌百强单曲榜前10名的歌曲，并被美國唱片業協會認證為白金唱片。《重新開始》獲得了第56屆葛萊美獎最佳鄉村歌曲的提名。

## 背景与发行

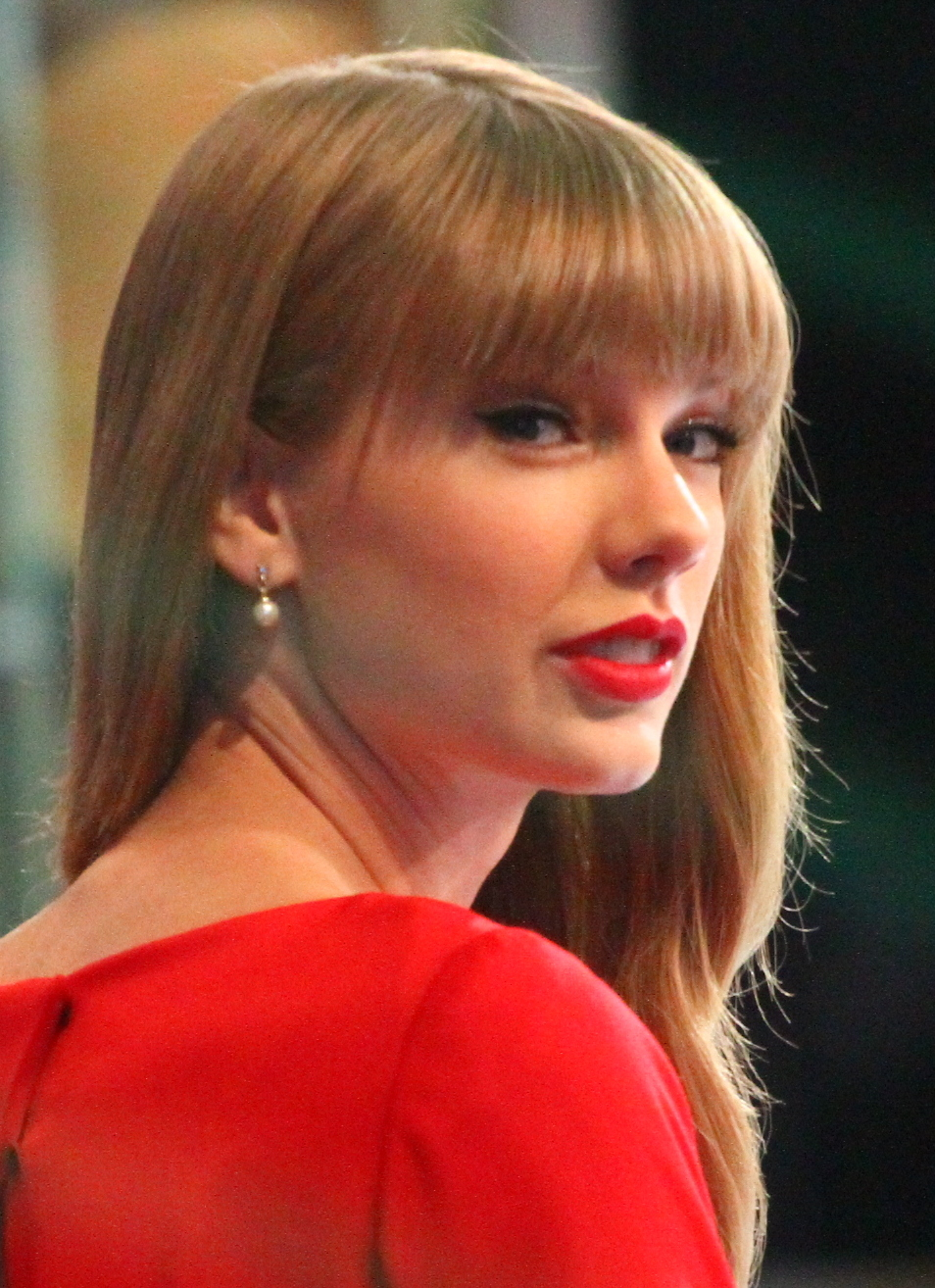
泰勒絲在《早安美國》首播并談論了歌曲。

泰勒絲称歌曲是一首主题“关于当你刚刚经历了一段真的很烂的感情时，你起身拍拍灰尘重新开始，在经历可怕的分手，拥有一顆受伤的心之后去到你第一次约会的地方”的歌曲。 2012年9月24日，她在《早安美國》首播了歌曲， 並於次日在iTunes上將歌曲數位發行。 歌曲是《紅色》發行前官方釋出的4首歌曲之一，原本作為宣传单曲發行。 不久后，官方宣佈《重新開始》為專輯的第2支正式單曲，并在2012年10月23日在亞馬遜商城和泰勒絲的官方網站發行限量版CD單曲。

## 商業表現
歌曲數位發行當天在幾小時之內即迅速登上iTunes美國下載榜首位，是第一首將《江南Style》趕下下載即時熱度冠軍的歌曲。 2012年9月30日，歌曲以299,000份數位銷量獲得了《告示牌》熱門數位單曲榜冠軍，成為泰勒絲在該榜單第五首冠軍歌曲。 憑藉歌曲首週的高銷量，2012年10月4日，歌曲空降告示牌百强单曲榜第7名。 歌曲總共在榜20週，被美國唱片業協會認證為白金唱片。
全球範圍內，歌曲也獲得了一定的商業成功。在加拿大，《重新開始》空降加拿大百強單曲榜第4名，是泰勒絲第6首進入該榜單前5的歌曲。在澳大利亞，歌曲於2012年9月30日空降榜單第20名。 在英國，歌曲空降英國單曲榜第30名，是《紅色》中第二支進入前40名的單曲。在紐西蘭、愛爾蘭和西班牙，歌曲的最高排位分別是11、25和30。

## 曲目列表
數位下載/限量版CD單曲
1. "Begin Again" - 3:58

## 榜單成績與銷售認證
| 榜單 （2012年）                      | 最高 排位 |
| ------------------------------------ | --------- |
| 澳大利亚（澳大利亚唱片业协会單曲榜） | 20        |
| 加拿大（Canadian Hot 100）           | 4         |
| 加拿大（《告示牌》Canada Country）   | 7         |
| 愛爾蘭（愛爾蘭唱片音樂協會单曲榜）   | 25        |
| 新西兰（新西兰唱片音乐协会单曲榜）   | 11        |
| 西班牙（西班牙音樂製作協會）         | 35        |
| 英國（官方榜单公司單曲榜）           | 30        |
| 美国（《告示牌》百大單曲榜）         | 7         |
| 美國（《告示牌》热门乡村歌曲榜）     | 10        |
| 美國（《告示牌》Country Airplay）    | 3         |

| 榜單 （2012年）                  | 排位 |
| -------------------------------- | ---- |
| 美國（《告示牌》熱門鄉村歌曲榜） | 100  |
| 榜單 （2012年）                  | 排位 |
| 美國（《告示牌》鄉村電台榜）     | 48   |
| 美國（《告示牌》熱門鄉村歌曲榜） | 57   |

| 地區                                  | 认证 | 认证单位/销量 |
| ------------------------------------- | ---- | ------------- |
| 加拿大（加拿大音乐协会）              | 金   | 40,000^       |
| 美国（美國唱片業協會）                | 白金 | 1,000,000*    |
| *僅含認證的實際銷量 ^僅含認證的出貨量 |      |               |

## 發行歷史
| 鄉村 | 日期           | 形式     | 廠牌       |
| ---- | -------------- | -------- | ---------- |
| 美國 | 2012年9月25日  | 數位下載 | 大機器唱片 |
| 美國 | 2012年10月1日  | 鄉村電台 | 大機器唱片 |
| 美國 | 2012年10月23日 | CD單曲   | 大機器唱片 |

## 外部連結
- 泰勒絲官方網站： 單曲、 （帶歌詞）